# Фрэнкфордский потрошитель
Фрэнкфордский потрошитель (англ. Frankford Slasher) — прозвище неустановленного американского серийного убийцы, который действовал с 1985 до 1990 гг. в районе Фрэнкфорд-авеню в Филадельфии, штат Пенсильвания. Все девять жертв — женщины, были изнасилованы и зарезаны. Некоторых из них незадолго до их смерти видели с белым мужчиной средних лет. В мае 1990 года был арестован подозреваемый Леонард Кристофер. После его ареста убийства девушек прекратились, но его вина не была доказана по другим убийствам, тем не менее, он был признан виновным в одном из убийств и отбывает пожизненный срок.

## Список жертв
- Хелен Пэтент — первая жертва. Её полураздетый труп нашли возле железной дороги. Причиной смерти стали 47 ран, нанесенных по голове и в грудь. Ей также нанесли удар в правую руку и разрезали живот.
- Анна Карролл — найдена мёртвой в своей спальне. Следователи насчитали 6 ран, одна из которых проходила от груди до паха, как будто убийца намеревался распотрошить тело. В животе жертвы торчал кухонный нож.
- Сьюзен Олсзеф — умерла от 6 ножевых ударов.
- Джин Деркин — на её теле насчитали 74 ножевых удара. Труп нашли на улице в луже крови.
- Кэтрин Джонс — найдена на улице со сломанной челюстью и пробитой головой.
- Маргарет Вогэн — на её теле насчитали 29 ножевых ранений. Незадолго до смерти свидетель видел её вместе с круглолицым мужчиной в очках, который при ходьбе прихрамывал.
- Тереза Скайортино — на теле насчитали 25 ножевых ранений.
- Кэрол Дауд — найдена на улице. Убийца нанес ей 36 ударов по лицу, шее, груди. Её живот был перерезан.
- Мишель Дехнэ — на её теле насчитали 23 ножевых ранения.

## Подозреваемый
Во время расследования убийства Кэрол Дауд полиция арестовала Леонарда Кристофера, работающего на рыбном рынке. На его причастность к убийству Дауд указывало только небольшое количество косвенных улик. Также не было никаких доказательств его причастности к остальным восьми убийствам. К тому же Кристофер не соответствовал описанию убийцы, которое дал свидетель. Но несмотря на это, 12 декабря 1990 года Кристофера признали виновным в убийстве Кэрол Дауд, и он был приговорён к пожизненному заключению. Ему больше не предъявляли обвинения в иных убийствах.